# Lyseline Louvigny
Pour les articles homonymes, voir Louvigny.
Lyseline Louvigny, née à Braine-le-Comte le 16 mai 1985 est une femme politique belge et féministe qui mène des actions pour plus d'égalité femme-homme, elle est membre du Mouvement réformateur jusqu'en septembre 2023 où elle rejoint le mouvement Les Engagés. 
Elle est licenciée en droit; juriste.

## Carrière politique
- 2007-2012 : Conseillère communale de Tubize
- 2012-2017 : Échevine de Tubize
- Députée au parlement wallon et au parlement de la Communauté française depuis le 18 janvier 2017 en remplacement de Christophe Dister
- 2018-aujourd'hui: Conseillère communale de Tubize